# Daniel Macnee

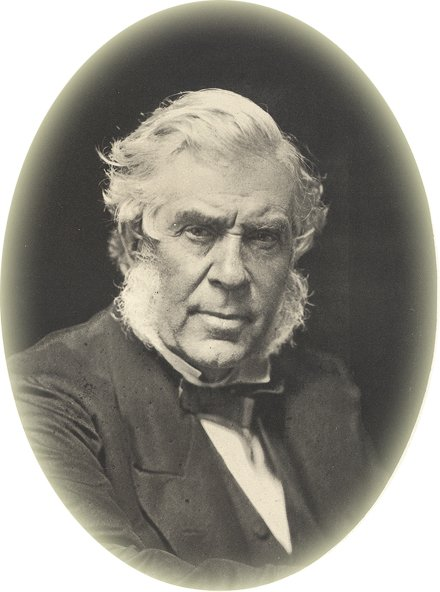
Sir Daniel Macnee

Sir Daniel Macnee (* 4. Juni 1806 in Fintry, Stirlingshire; † 17. Januar 1882 in Edinburgh) war ein schottischer Porträtmaler.
Im Alter von 13 Jahren begann Daniel Macnee eine Ausbildung bei dem angesehenen Landschaftsmaler John Knox, zusammen mit Horatio McCulloch und William Leighton Leitch. Danach arbeitete er für ein Jahr als Lithograf und hatte dann eine Anstellung, in der er die Deckel hölzerner Schnupftabakdosen mit Ornamenten verzierte. Schließlich studierte er an der Trustees' Academy Edinburgh und kolorierte nebenher Stiche für den Graveur William Home Lizars. 1832 etablierte sich Macnee als Künstler in Glasgow und avancierte dort zum gefragten Porträtisten.
1829 erlangte Macnee die Mitgliedschaft in der neugegründeten Royal Scottish Academy. 1876 trat er die Nachfolge des verstorbenen Präsidenten der Academy, Sir George Harvey, an und wurde 1877 als Knight Bachelor geadelt. Im selben Jahr wurde er Mitglied der Royal Society of Edinburgh. Von dieser Zeit bis zu seinem Tode lebte Macnee in Edinburgh.  Sein soziales Wesen und seine unnachahmliche Art, amüsante schottische Anekdoten zum Besten zu geben, machten ihn dort überaus populär.